# Toxorhina (Ceratocheilus) approximata
Toxorhina (Ceratocheilus) approximata is een tweevleugelige uit de familie steltmuggen (Limoniidae). De soort komt voor in het Afrotropisch gebied.